# Lještani
Lještani es una aldea de Croacia en el ejido del municipio de Okučani, condado de Brod-Posavina.

## Geografía
Lještani se encuentra en el municipio de Okučani, en el condado de Brod-Posavina, en las alturas Psunj, a una altitud de 241 metros sobre el nivel del mar. 
Está a 138 km de la capital croata, Zagreb.

## Demografía
En el censo 2021 el total de población de la localidad de Lještani fue de 269 habitantes.
| Población según censo | Población según censo | Población según censo | Población según censo | Población según censo | Población según censo | Población según censo | Población según censo | Población según censo | Población según censo | Población según censo | Población según censo | Población según censo | Población según censo | Población según censo | Población según censo | Población según censo |
| --------------------- | --------------------- | --------------------- | --------------------- | --------------------- | --------------------- | --------------------- | --------------------- | --------------------- | --------------------- | --------------------- | --------------------- | --------------------- | --------------------- | --------------------- | --------------------- | --------------------- |
| 1857                  | 1869                  | 1880                  | 1890                  | 1900                  | 1910                  | 1921                  | 1931                  | 1948                  | 1953                  | 1961                  | 1971                  | 1981                  | 1991                  | 2001                  | 2011                  | 2021                  |
| 40                    | 52                    | 40                    | 51                    | 79                    | 116                   | 101                   | 109                   | 102                   | 90                    | 70                    | 63                    | 44                    | 35                    | 15                    | 19                    | 10                    |